# 어글리덕
어글리 덕(Ugly Duck, 본명: 선주경, 1991년 1월 19일 ~ )은 대한민국의 래퍼이며, 소속사는 AOMG이다.

## 음반 활동
- 2013년 12월 2일 - [Digital Single] C.U.I.O
- 2015년 6월 26일 - [Digital Single] Whatever
- 2015년 10월 27일 - [Digital Single] ASIA
- 2015년 12월 24일 - [Digital Single] 누워서 떡 먹기 (with DJ Wegun)

## 작품 목록
- 긱스 - 2nd Mini Album Repackage
- 주석 - 5 Point 5
- 모로토브 - Molotov Cocktail
- 도끼, 서사무엘, 하이 플라이즈, Skyzoo - [Digital Single] C.U.I.O
- 레이보이 - [Digital Single] 나잖아, 악(AK)
- 한해 - 365
- 메이슨 더 소울 - [Digital Single] Somebody, Photographer
- 코드쿤스트 - Crumple
- 핑앤퐁 - PING N PONG
- 블랭타임 - [Digital Single] Colorman, Color Unique
- 박재범 - [Digital Single] 몸매 (Mommae), WORLDWIDE